# Louis Puy
Pour les articles homonymes, voir Puy et Puy (nom de famille).
Louis Puy est un homme politique français né le 23 décembre 1911 à Avignon (Vaucluse) et mort le 3 mai 1965 à Toulon.

## Biographie
Louis Puy est le fils d'officier, d'une grande famille avignonnaise. 
À la suite de ses études secondaires, il entre à la faculté de Marseille, ou il obtient son doctorat en médecine. Il s'installe rapidement comme médecin du quartier du Petit-bois à Toulon et acquiert rapidement une grande notoriété professionnelle.
Il est mobilisé en 1939, comme médecin militaire. À la fin du conflit de la Seconde Guerre mondiale, il s'installe de nouveau à Toulon. Il reçoit à ce titre la Croix de Guerre pour sa participation à la campagne de France.
Une place de Toulon est rebaptisée en son honneur.

## Carrière politique
Homme de gauche, Louis Puy devient proche du PCF. Pourtant, à la libération, il s'inscrit à la SFIO, essentiellement par amitié avec le pharmacien et député du Var, Franck Arnal. 
Il commence sa carrière politique en tant que conseiller municipal à Toulon (1945-1947). Séduit par le gaullisme, il s'engage auprès du RPF, en mai 1947. Après le décès de Paul Baylon en cours de mandat, il est élu maire de Toulon, du 12 janvier 1948 au 7 mai 1953, mais reste conseiller municipal jusqu'en 1965. On lui doit également la modernisation des transports : les fameux trolleybus qui remplacèrent le Tramway. 
Louis Puy est élu député le 17 juin 1951, avec 32 606 voix sur les 162 895 suffrages exprimés. Il participe à plusieurs commissions parlementaires : la commission de la défense nationale, de 1951 à 1953, de la justice et de la législation de 1952 à 1953, des moyens de communication et du tourisme de 1953 à 1954, de la presse de 1953 à 1955, dont il est nommé secrétaire en 1955 et, enfin, de celle du suffrage universel, des lois constitutionnelles, du règlement et des pétitions. 
Réélu le 19 janvier 1956, il participe de nouveau aux commissions de la défense et de la presse, dont il est élu vice-président de 1956 à 1958. Il se représente, sous l’étiquette CNIP, aux élections législatives de novembre 1958, mais sans succès. 
Durant son mandat parlementaire, il est également élu conseiller général du Var (1949-1955).